# Otokar Bureš
Otokar Bureš (7. ledna 1899 Nymburk – ?), uváděný i jako Otakar, byl český fotbalový útočník.

## Hráčská kariéra
V československé lize hrál za AFK Vršovice (dobový název Bohemians) v šesti utkáních, v nichž vstřelil jednu branku.

### Prvoligová bilance
| Ročník             | Zápasy | Góly | Minuty | Klub         |
| ------------------ | ------ | ---- | ------ | ------------ |
| I. liga 1925       | 6      | 1    | 540    | AFK Vršovice |
| CELKEM I. ČS. LIGA | 6      | 1    | 540    |              |